# 罗汉坡水库
罗汉坡水库是中国湖北省孝感市大悟县境内的一座水库，位于怀水东支新屋河上，建于1978年。水库正常库容为1138万立方米，集雨面积为17平方千米，海拔为116.6米。